# 黑興山
47°16′53″N 11°18′8″E / 47.28139°N 11.30222°E

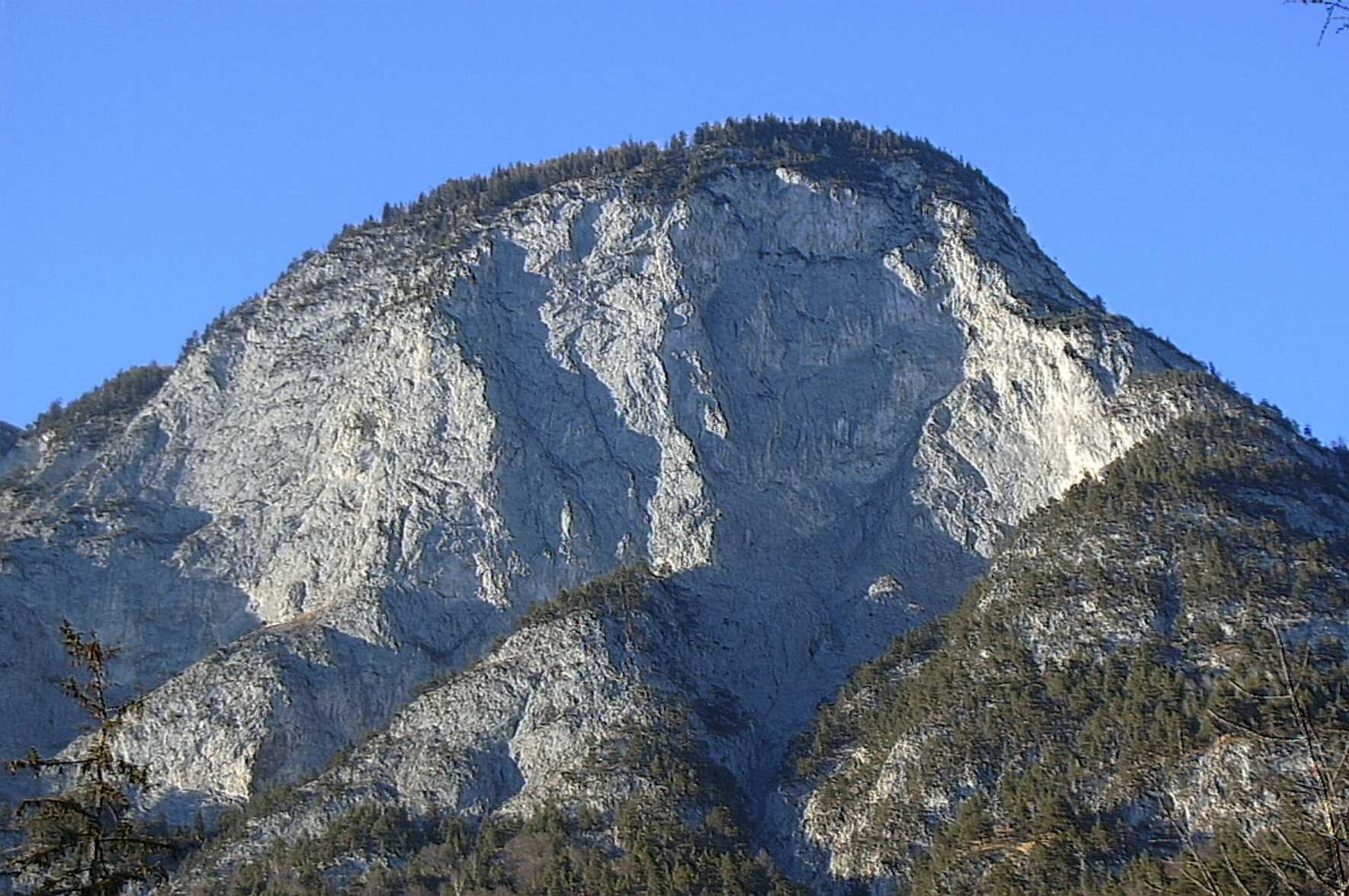

黑興山（德語：Hechenberg），是奧地利的山峰，位於該國西部，由蒂羅爾州負責管轄，屬於卡爾文德爾山脈的一部分，海拔高度1,943米，每年平均降雨量1,666毫米。